# Castillo de Somaén
El castillo de Somaén, pequeña pedanía perteneciente al municipio de Arcos de Jalón (provincia de Soria, España), debió desempeñar un papel importante en el control del paso entre Medinaceli y Arcos de Jalón, como lo atestigua su situación estratégica en dicha vía natural, sobre un cerro alargado en un recodo del río Jalón, y separado por un foso.
Fue construido en el último cuarto del siglo XIV por Bernardo de Bearne, primer conde de Medinaceli, posiblemente sobre alguna atalaya u otro tipo de fortificación de origen musulmán.
Su planta era de forma irregular, y contaba con dos torres unidas por murallas, al estilo del castillo de Montuenga de Soria. Una de esas torres se hundió en fechas recientes.
La torre que aún permanece en pie es de planta pentagonal y muy alargada, su aspecto recuerda a la quilla de un barco. Esta torre, a la que se accede a través medio de un arco ojival, poseía originalmente cuatro plantas, pero hoy día tiene una cubierta adicional sobre la que se ha construido una vivienda particular.
Ha sido restaurado. Lo primero fue construir un acceso donde sólo había sendas. Completamente en ruinas, requirió de un acondicionamiento global, del que se consiguieron obtener cinco plantas. En su cubierta pende un pendolón central suspendido en el aire, con la complejidad aumentada de sus cinco faldones, al ser la fortaleza de planta pentagonal. La madera empleada procede del Palacio de los Duques de Pastrana, en Guadalajara; la fachada barroca del dormitorio principal, de Quijas (Cantabria); la chimenea del comedor posee un dintel de piedra granítica de finales del siglo XV con cinco escudos heráldicos y procede de Cadalso de los Vidrios, en Madrid. Los baños cuentan con azulejos pintados a mano o procedentes del Castillo-palacio de la Bisbal (Gerona). Su decoración se basa en antigüedades, como alguna pieza de arte románico, puertas de confesionario o puerta mudéjar de lacería policromada. Formó parte del complejo Hotelero "Hotel Castillo de Somaén". Actualmente se encuentra en venta.